# Charlotte Birch-Pfeiffer

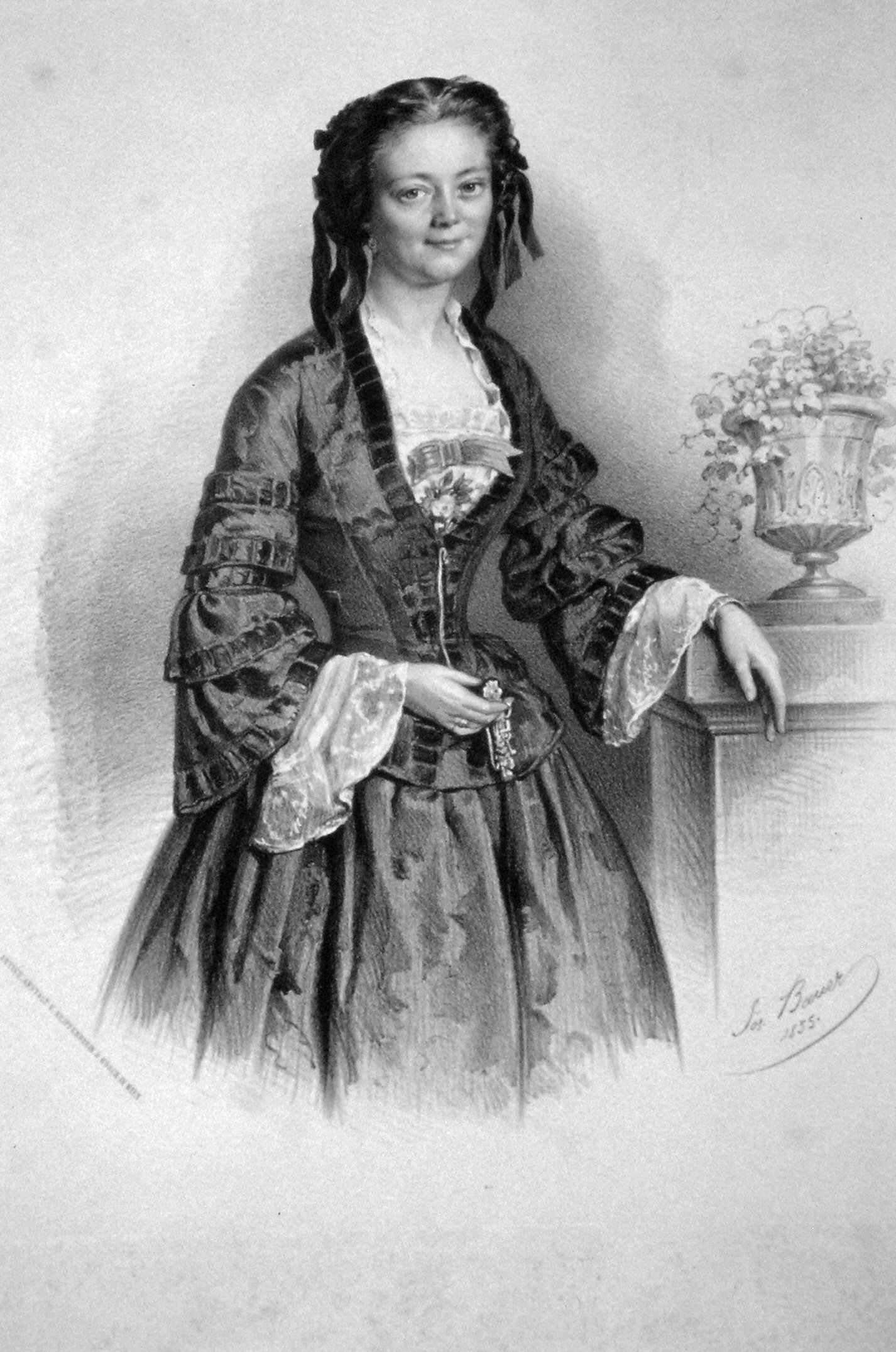
Charlotte Birch-Pfeiffer, Lithographie von Josef Anton Bauer, 1855

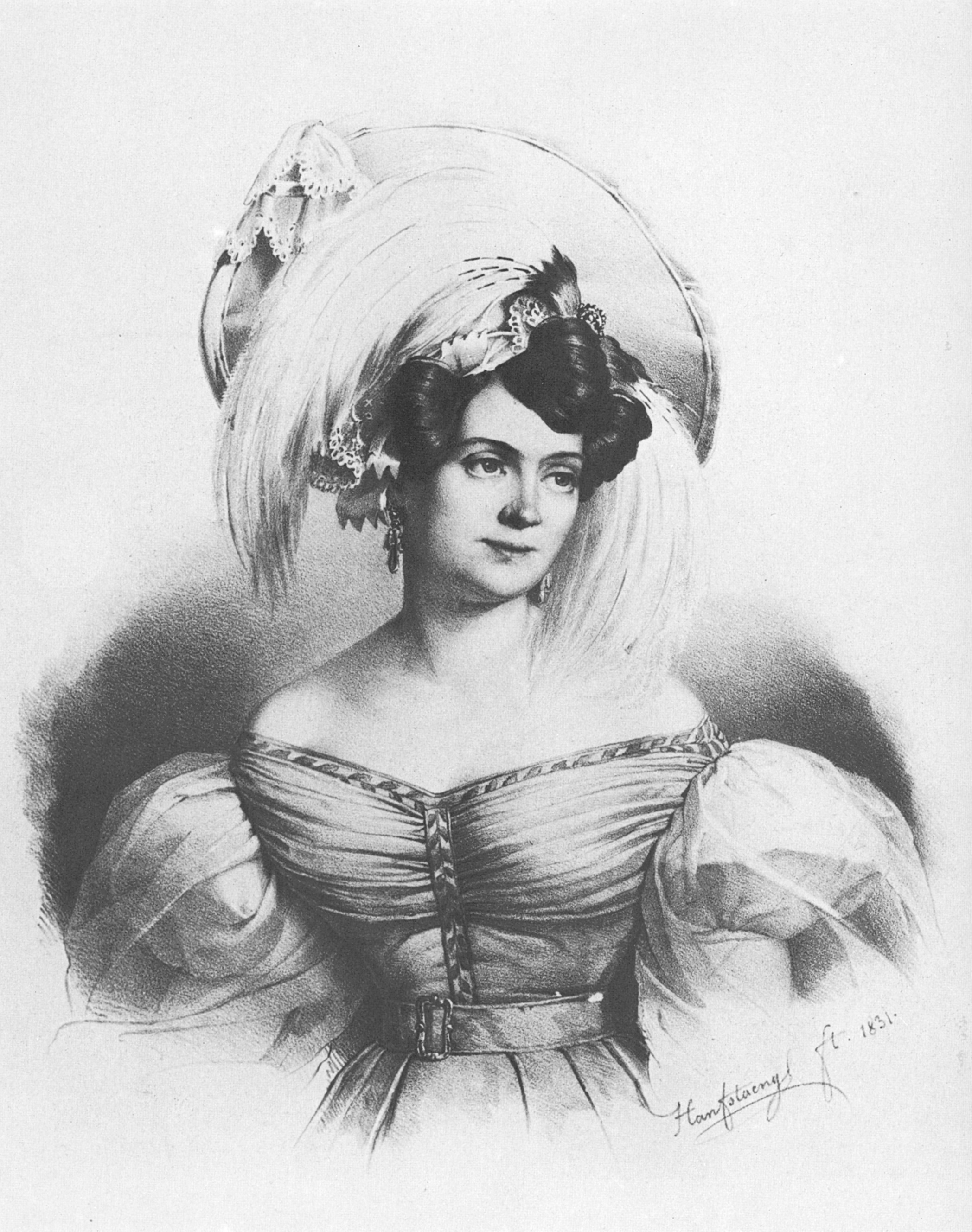
Porträt, Lithographie 1831

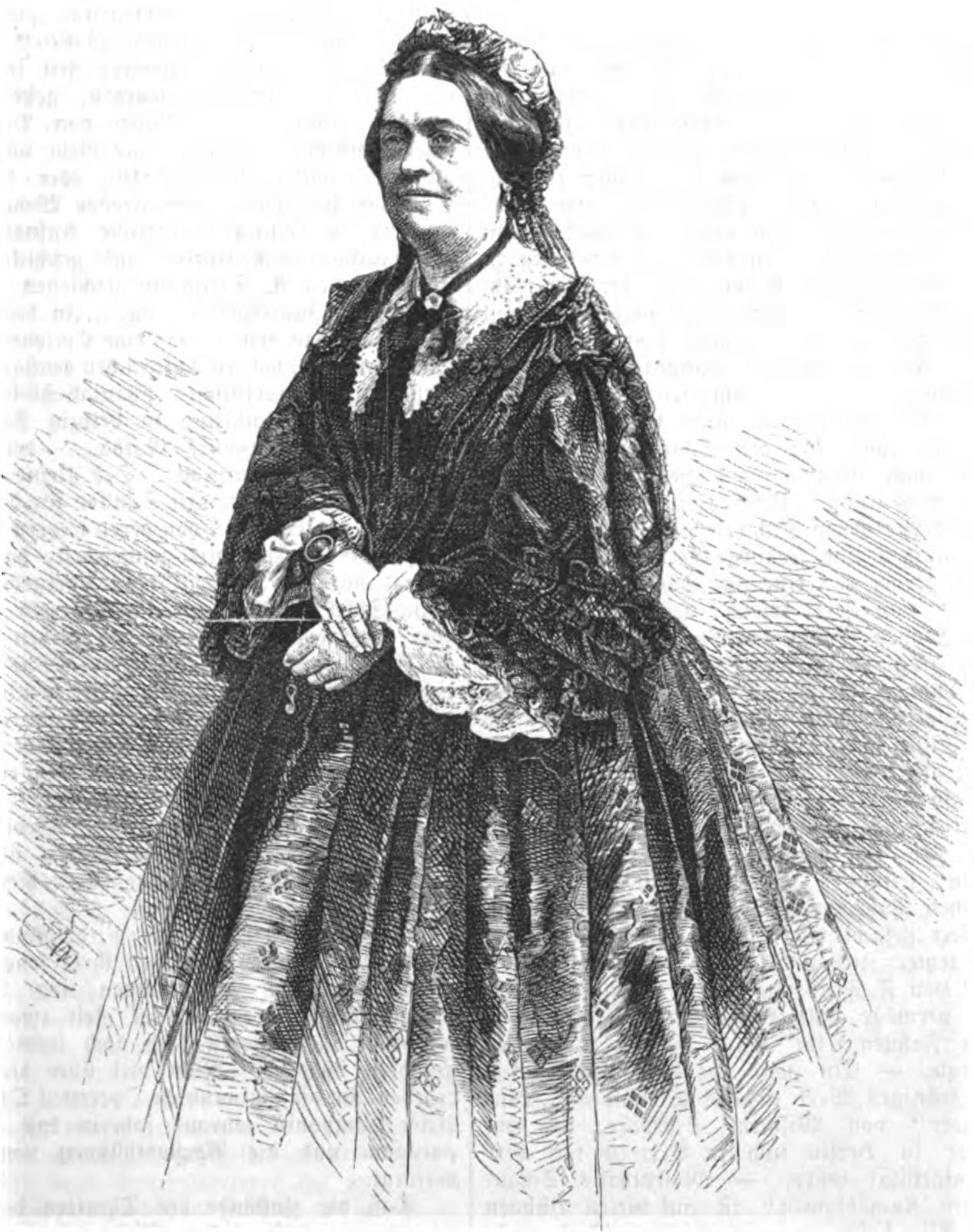
Charlotte Birch-Pfeiffer, 1864. Grafik von Adolf Neumann.

Charlotte Karoline Birch-Pfeiffer (* 23. Juni 1799 in Stuttgart; † 25. August 1868 in Berlin) war eine deutsche Schauspielerin und Schriftstellerin.

## Leben

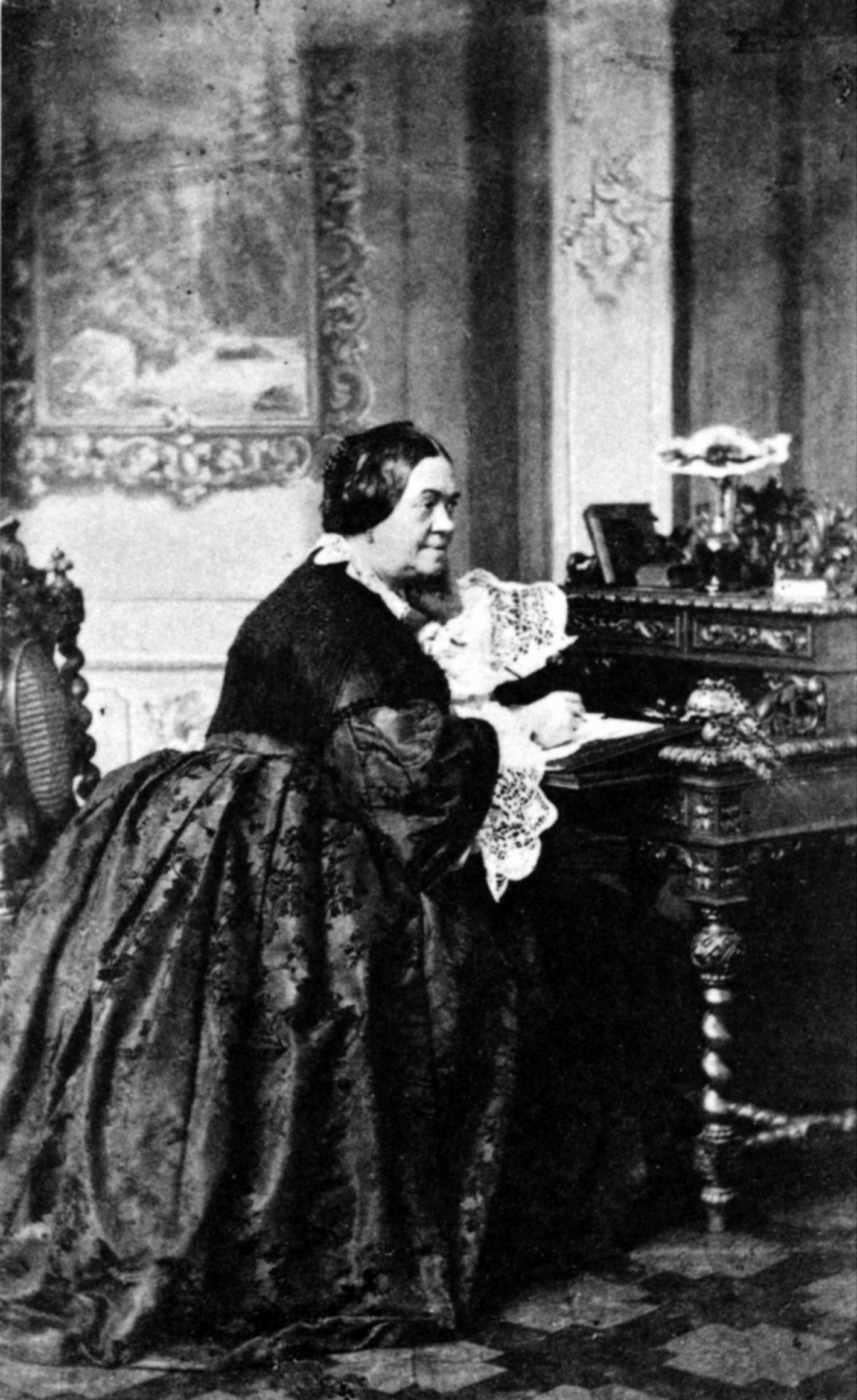
Charlotte Birch-Pfeiffer am Schreibtisch ihrer Berliner Wohnung, um 1850

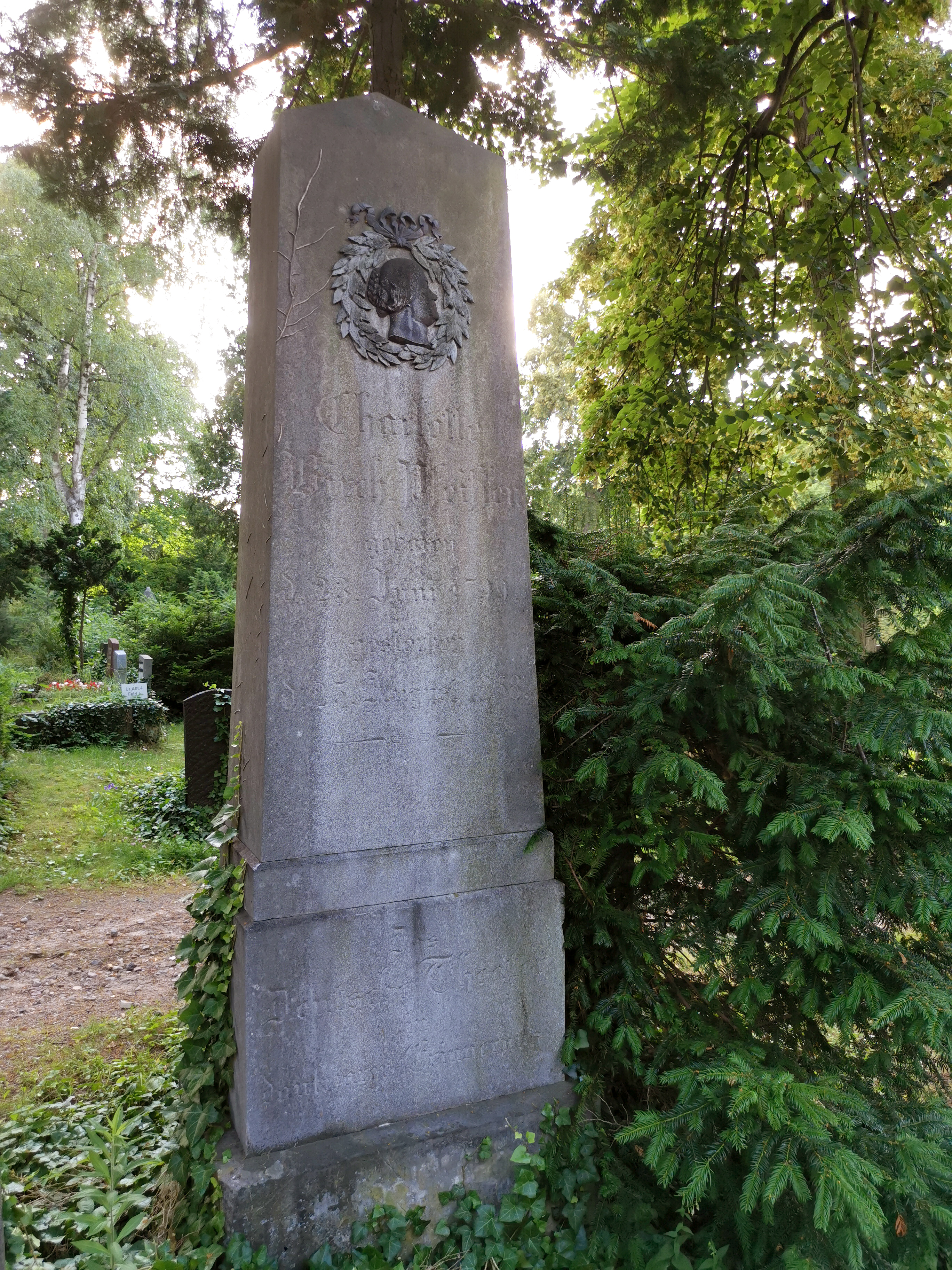
Grabstätte auf dem Friedhof IV der Gemeinde Jerusalems- und Neue Kirche in Berlin-Kreuzberg (Feld 2)

Charlotte Birch-Pfeiffer war die Tochter des Mitschülers von Schiller und späteren bayerischen Oberkriegsrats Ferdinand Friedrich Pfeiffer (* 1759 in Pfullingen; † 1833 in München) und dessen Ehefrau Johanna, einer gebürtigen Wienerin. 1805 erlebte sie die Verhaftung ihres Vaters wegen „deutscher Gesinnung“ und dessen Verurteilung zu einer mehrjährigen Haftstrafe auf der Festung Hohenasperg. Auf die Bitte des bayerischen Königs Maximilian I. Joseph hin wurde er im darauffolgenden Jahr freigelassen und konnte mit seiner Familie nach München auswandern. Da ihr Vater kurz darauf erblindete, fungierte Birch-Pfeiffer als seine Vorleserin und lernte so viele Klassiker kennen.
In München hatte Birch-Pfeiffer ab 1812 Schauspielunterricht bei Franz Anton Zuccarini (1754 oder 1760 – 1823). Mit seiner Unterstützung debütierte sie am 13. Juni 1813 erfolgreich in dem Stück Moses' Errettung am Isartortheater. Dort lernte sie auch Theaterdirektor Carl Carl kennen, der sie zu einer kleinen Gastspielreise durch Bayern animierte. 1815 hatte sie mit der „Jungfrau von Orleans“ ihren künstlerischen Durchbruch und 1817 war sie am Deutschen Theater in Prag zu sehen. Zwischen 1818 und 1826 hatte sie ein festes Engagement am Münchner Hoftheater.
Anlässlich eines Gastspiels 1823 am Hamburger Thalia Theater lernte Birch-Pfeiffer den dänischen Schriftsteller Andreas Christian Birch kennen. Durch ihre Vermittlung erhielt dieser im darauffolgenden Jahr eine Anstellung am Münchner Hoftheater. Ein weiteres Jahr später heirateten die beiden in München. Mit ihm hatte sie eine Tochter, die spätere Schriftstellerin Wilhelmine von Hillern.
Von 1. Juli 1828 bis 30. Juni 1830 war sie am Theater an der Wien bei Direktor Carl Carl unter Vertrag. Auch ging sie zeitweilig auf Tourneen, auf denen ihr Ehemann sie fast immer begleitete. 1828 debütierte Birch-Pfeiffer ebenfalls erfolgreich als Schriftstellerin. Ihr Erstling Herma oder der Sohn der Rache hatte am 8. Oktober 1828 in Wien Premiere. Zwischen Juli 1830 und Juli 1837 war sie auf den verschiedensten Bühnen Deutschlands zu sehen. 1834 lernte sie in Berlin den Komponisten Giacomo Meyerbeer kennen. Sie arbeitete mit ihm  bis 1860 erfolgreich zusammen.
Im November 1834 wurde sie ans Königsstädtische Theater (Berlin) engagiert und blieb dort bis April 1835. Während dieser Zeit wirkte sie auch als Regisseurin und inszenierte im März 1835 ihr eigenes Stück Der Glöckner von Notre-Dame erfolgreich. Am 11. März 1836 kam ihre Tochter Wilhelmine zu Welt. Im Winter 1837/1838 trennte sie sich von ihrem Ehemann, ließ sich jedoch nicht scheiden. Im April 1837 gastierte Birch-Pfeiffer wieder in St. Gallen und nahm dort das Angebot an, die Leitung des Stadttheaters Zürich zu übernehmen. Dieses Amt hatte sie bis zum 1. Oktober 1843 inne.
1844 engagierte sie der Intendant Karl Theodor von Küstner an die Königl. Oper Unter den Linden nach Berlin, wo sie bis zu ihrer Pensionierung 1865 zum Ensemble gehörte. Sie wurde dort als Nachfolgerin von Amalia Wolff gefeiert. 1855 kehrte ihr Ehemann, der sein ganzes Leben finanziell von ihr abhängig blieb, zu ihr zurück. Am 13. Juni 1863 feierte Birch-Pfeiffer ihr 50-jähriges Bühnenjubiläum. Zu diesem Anlass erschienen die ersten Bände ihrer Gesammelten dramatischen Werke.
1865 gab Birch-Pfeiffer ihre Abschiedsvorstellung und zog sich ins Privatleben zurück. Bis an ihr Lebensende arbeitete sie noch als Schriftstellerin. Sie starb acht Wochen nach ihrem 68. Geburtstag (vermutlich an einem Schlaganfall) am 25. August 1868 und fand ihre letzte Ruhestätte auf dem Friedhof IV der Gemeinde Jerusalems- und Neue Kirche an der Bergmannstraße in Berlin-Kreuzberg.

## Rezeption
Birch-Pfeiffers gesamtes literarisches Schaffen umfasst nahezu 90 Titel. Die meisten sind Werke anderer, welche sie für ihre Zwecke umgeschrieben bzw. für die Bühne bearbeitet hatte. Dabei veröffentlichte sie oft auch unter den Pseudonymen „C. Birchpfeiffer“, „Waldherr“ oder „Franz Fels“. An deutschen Bühnen hatte sie im 19. Jahrhundert seit August von Kotzebue den größten Erfolg.
In Heinrich Heines Deutschland. Ein Wintermärchen wird sie im Abschnitt Teutoburger Wald (Zeile 21f.) erwähnt:

„Birch-Pfeiffer söffe Terpentin,
Wie einst die römischen Damen.“

## Rollen (Auswahl)
- Elisabeth – Maria Stuart (Friedrich Schiller)
- Maria Stuart – Maria Stuart (Friedrich Schiller)
- Sapho – Sappho (Franz Grillparzer)

## Werke

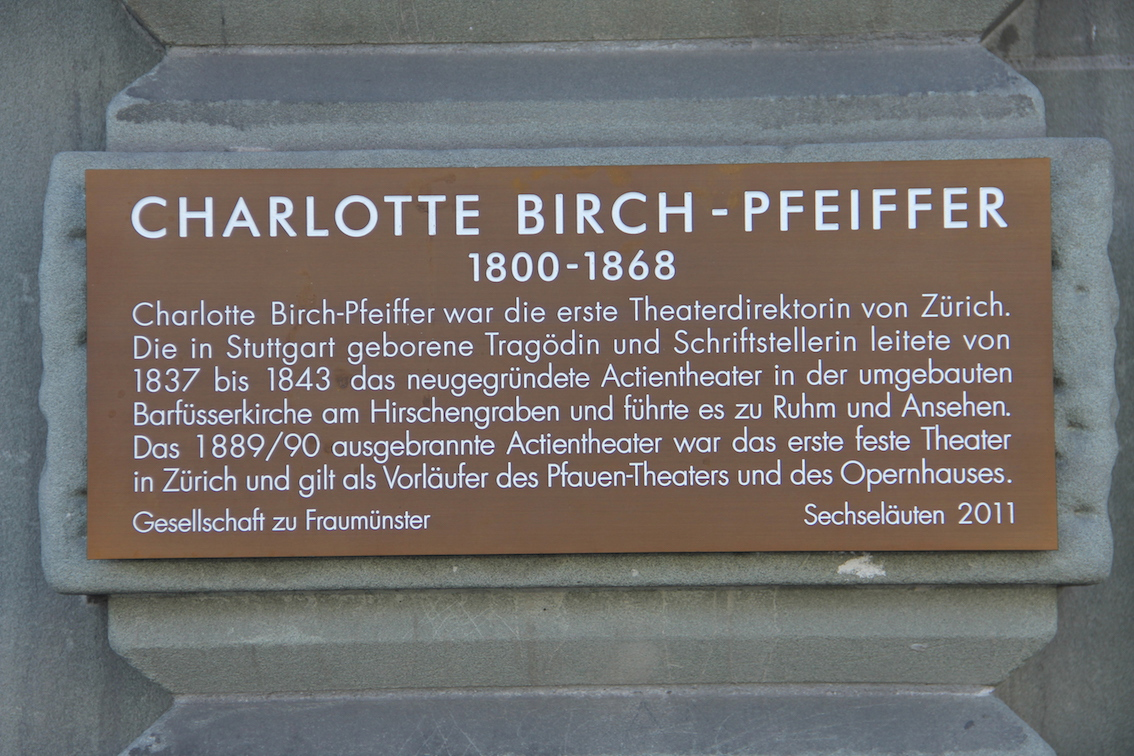
Charlotte Birch-Pfeiffer Gedenktafel am Schauspielhaus Zürich (Heimplatz)

Dramatisierungen fremder Prosawerke

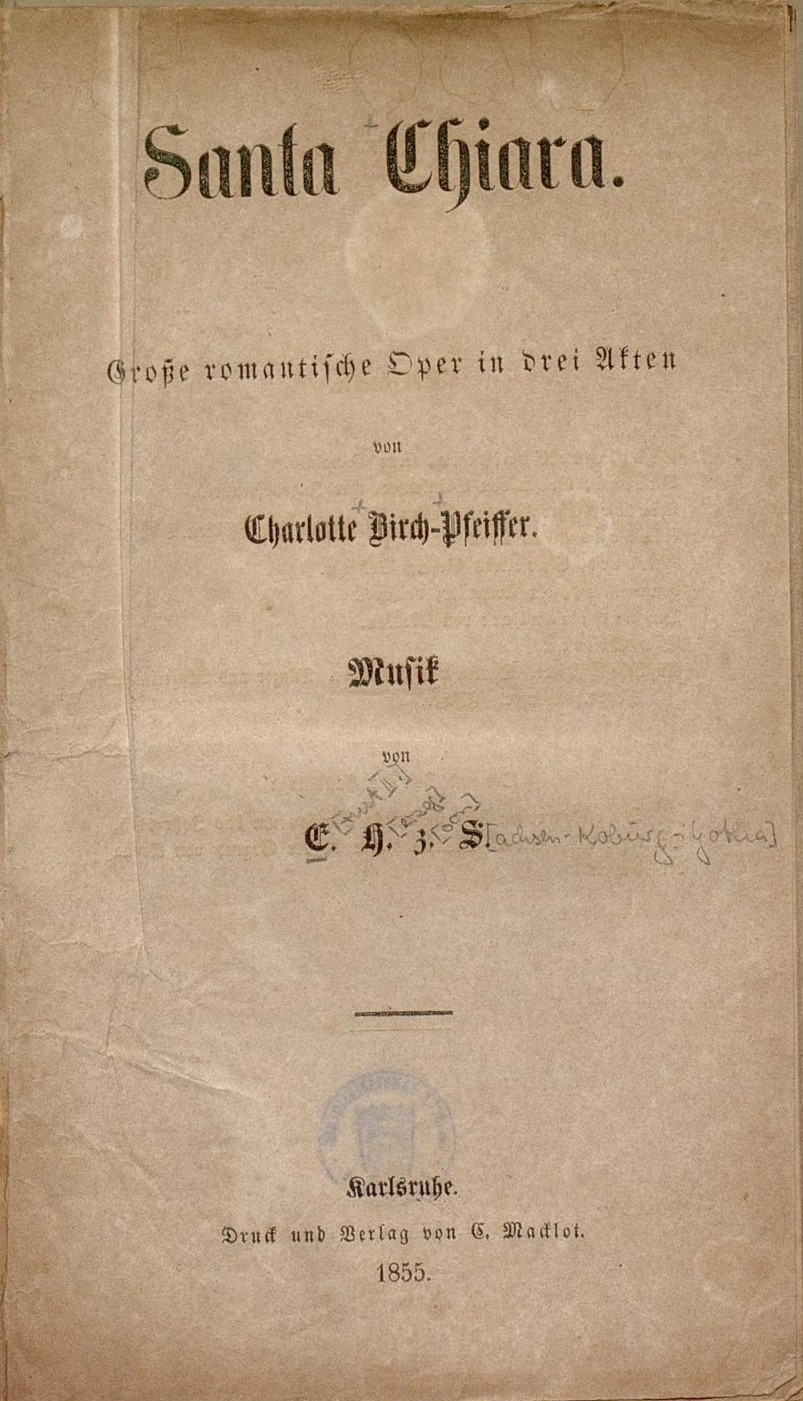
Santa Chiara, 1855

- Anna von Österreich (nach Alexandre Dumas)
- Dorf und Stadt (nach Berthold Auerbachs Die Frau Professorin)
- Der Glöckner von Notre-Dame (nach Victor Hugo)
- Die Grille – Ländliches Charakterbild in 5 Aufzügen. Mit teilweiser Benutzung einer Erzählung von George Sand.
- Herma oder der Sohn der Rache (nach Carl Franz van der Veldes Der böhmische Mägdekrieg).
- Der Herr Studiosus (nach Levin Schücking)
- Hinko (nach Ludwig Storchs Freiknecht)
- Mutter und Sohn (nach Fredrika Bremer „Die Nachbarn“), 1844
- Nacht und Morgen (nach Edward Bulwer-Lytton, 1. Baron Lytton)
- Pfeffer-Rösel oder die Frankfurter Messe (nach Wilhelm Asmus Dörings Sonnenberg).
- Steffen Langer aus Glogau oder Der holländische Kamin
- Die Waise aus Lowood (nach Charlotte Brontë)
- Die Frau in Weiß (nach Wilkie Collins)

Eigene Theaterstücke
- Der Goldbauer. Berlin ca. 1860. online
- Iffland. Berlin 1858. online
- In der Heimat. Neuausgabe 2015 online
- Kind des Glücks. online
- Der Leiermann und sein Pflegekind. online
- Thomas Thyrnau.
- Wie man Häuser baut. online
- Mutter und Tochter.
- Rubens in Madrid. online
- Vatersorgen. online
- Hinco oder König und Freiknecht, vor 1839.

Libretti
- Die Großfürstin (Musik: Friedrich von Flotow)
- La Réole. Oper in 3 Akten (Musik: Gustav Schmidt, Uraufführung 1863)
- Santa Chiara. Romantische Oper (Musik: Herzog Ernst II.)

Erzählungen
- Die Hand des Herrn.
- Metta, Sophronia und Eugenia.
- Trudchen. Bd.1 online, Bd.3, Bd.4
- Der Rubin.
- Die todte Braut und die erste Liebe. online

## Ehrung
Charlotte Birch-Pfeiffer wurde für ihr Schaffen anlässlich des Sechseläutens 2011 von der Gesellschaft zu Fraumünster geehrt. Eine Gedenktafel befindet sich am Schauspielhaus Zürich.